# Margaretenhof (Gransee)
Margaretenhof ist ein Ortsteil von Gransee im Landkreis Oberhavel in Brandenburg.

## Geografie
Der Ort liegt drei Kilometer südlich von Gransee. Die Nachbarorte sind Ilseberg im Norden, Kraatzer Plan im Nordosten, Kraatz im Osten, Kraatz-Ausbau und Buberow im Südosten, Birkhalde im Südwesten, Meseberg im Westen sowie Katharinenhof im Nordwesten.